# Национальное собрание Джибути
Национальное собрание Джибути (фр. Assemblée nationale, араб. الجمعية الوطنية‎), ранее известное как Палата депутатов, является однопалатным парламентом Джибути.

## Нынешний состав
Результаты выборов в Национальное собрание Джибути 22 февраля 2013 года 
| Партии и коалиции                      | Партии и коалиции                   | Голосов | %    | Места |
| -------------------------------------- | ----------------------------------- | ------- | ---- | ----- |
|                                        | Союз за президентское большинство   | 73 817  | 61,5 | 43    |
|                                        | Союз за национальное спасение       | 42 721  | 35,6 | 21    |
|                                        | Центр объединённых демократов       | 3 554   | 3,0  | 1     |
| Недействительные/пустые бюллетени      | Недействительные/пустые бюллетени   | 2 241   | –    | –     |
| Всего                                  | Всего                               | 122 333 | 100  | 65    |
| Зарегистрированных избирателей/Явка    | Зарегистрированных избирателей/Явка | 176 878 | 69,2 | –     |
| Источник: Adam Carr's Election Archive |                                     |         |      |       |

## Состав
Он состоит из 65 членов —  30 сомалийцев и 30 афар — избранных на пятилетний срок в многомандатных (от 4 до 37 человек) избирательных округах. Первые свободные многопартийные парламентские выборы с момента обретения независимости в 1977 году были проведены в 2003 году, а правящая коалиция, возглавляемая Народным движением за прогресс, получила 62,7% голосов.
Идрисс Арнауд Али был президентом Национального собрания с 2003 года до своей смерти в 2015 году. Его сменил Мохамед Али Хоумед.

## Председатели
- Ахмед Дини Ахмед, 13 мая 1977 года — 13 июля 1977 года
- Саад Варсама Дирие, 1977 — 1979
- Абдулкадер Вабери Аскар, 1979 — 1993
- Сказал Ибрагим Бадул, 1993 — 2003[2]
- Идрисс Арноуд Али, 21 января 2003 года — 12 февраля 2015 года
- Мохамед Али Хоумед, 1 марта 2015 года — настоящее время